# أكيرا أندو
أكيرا أندو (باليابانية: 安東 輝) (28 يونيو 1995 في أويتا في اليابان – )؛ هو لاعب كرة قدم ياباني سابق كان يلعب كلاعب وسط.

## وصلات خارجية
- أكيرا أندو على موقع رابطة كرة القدم اليابانية للمحترفين (اليابانية)
- أكيرا أندو على موقع قاعدة بيانات كرة القدم.إي يو (الإنجليزية)
- أكيرا أندو على موقع Soccerway.com (الإنجليزية)
- أكيرا أندو على موقع عالم كرة القدم.نت (الإنجليزية)